# Chad Hutchinson
Chad Martin Hutchinson (San Diego, 21 febbraio 1977) è un ex giocatore di football americano ed ex giocatore di baseball statunitense che ha nel ruolo di quarterback nella National Football League e in quello di pitcher nella Major League Baseball. Al college giocò a football all'Università di Stanford.

## Carriera nel football
Hutchinson fu parte di una reclamizzata controversia su chi dovesse il quarterback titolare dei Dallas Cowboys, quando lui e Quincy Carter competerono per quel posto, una vicenda documentata anche da un documentario sui Cowboys trasmesso dal canale HBO. Nel 2002, dopo l'infortunio di Carter finì per disputare 9 gare come partente, terminando con 1.555 yard passate, 7 touchdown e 8 intercetti. Prima della stagione 2004, i Cowboys firmarono Vinny Testaverde ed acquisirono Drew Henson, creando una nuova fonte di controversie. Hutchinson fu svincolato il 27 luglio 2004, inizialmente in favore Carter ma dopo che anche questi fu svincolato, Testaverde fu nominato titolare
Hutchinson firmò così con i Chicago Bears a metà stagione disputò diverse gare dopo che il titolare Rex Grossman subì un infortunio che pose fine anzitempo alla sua stagione. Hutchinson fu nominato titolare per la stagione 2005 dopo che Grossman subì un grave infortunio  nella pre-stagione ma fu poi sostituito dal rookie Kyle Orton dopo diverse prestazioni negative nella pre-stagione. Il 31 agosto 2005 fu svincolato, non trovando più alcun ingaggio nella NFL.

## Vittorie e premi
Nessuno

## Statistiche
| Yard passate  | 2.466 |
| Touchdown     | 11    |
| Intercetti    | 11    |
| Passer rating | 69,1  |